# El Bagre
El Bagre è un comune della Colombia facente parte del dipartimento di Antioquia.
Il centro abitato venne fondato da Fernando Alcantara nel 1675, mentre l'istituzione del comune è del 1980.